# Вулиця Максима Залізняка (Черкаси)
Вулиця Максима Залізняка — вулиця в Черкасах, яка вважається досить значною при з'єднанні центральної частини міста з Хімселищем.

## Розташування
Починається від вулиці Свято-Макаріївської на сході біля Соборного парку. Простягається на південний захід на 4 км майже до залізниці, що підходить до «Азоту», тобто закінчується тупиком. Вулицю перетинають велика кількість інших вулиць та провулків. Майже на початку вулиця Максима Залізняка перетинає вулицю Гетьмана Сагайдачного, а під кінець — проспект Хіміків. 1967 року приєднано провулок Сергія Лазо.

## Опис
Вулиця не широка, переважно по одній смузі руху в кожен бік. Має кілька вигинів (перетини з Кухарця, Сагайдачного, Коцюбинського та ще один). Після перетину з проспектом Хіміків і трохи далі вулиця проходить по промисловій зоні.

## Походження назви
Вулиця була закладена 1941 року як відгалуження вул. Леніна (Садової) і названа на честь радянського льотчика Михайла Громова. В роки німецької окупації в 1941—1943 роках мала назву Садова. Сучасна назва — з 2016 року на честь козацького отамана Максима Залізняка.

## Будівлі
По вулиці розташовані Друкарня «Графія-Україна» (№ 2), Департамент соціального захисту Черкаського ОДА (№ 10), Черкаський обласний державний нотаріальний архів (№ 12), ПРАТ «Черкасигаз» (№ 142), колишній пивзавод «Богдан» (№ 136).

Департамент соціального захисту
Обласний нотаріальний архів